# Varja Cvetko Orešnik
Varja Cvetko Orešnik, slovenska jezikoslovka, redna profesorica za primerjalno jezikoslovje indoevropskih jezikov, * 3. maj 1947, Ljubljana.
Predava na Oddelku za primerjalno in splošno jezikoslovje Filozofske fakultete Univerze v Ljubljani.

## Življenjepis
Diplomirala je 1972 na Filozofski fakulteti v Ljubljani (A primerjalno jezikoslovje indoevropskih jezikov, B slovenski jezik s književnostjo). Doktorirala je 1979 (Baltoslovansko-indoiranski jezikovni odnosi v luči raziskav indoevropske arealne lingvistike). Od 1972 dela na Filozofski fakulteti v Ljubljani, Oddelek za primerjalno in splošno jezikoslovje (do 1974 stažist, nato do 1980 asistent, nato do 1985 docent, od 1985 izredni profesor za vzhodne indoevropske jezike). Izpopolnjevala se je na Univerzi na Dunaju (1973).
Leta 1992 je bila izvoljena za redno profesorico za primerjalno jezikoslovje indoevropskih jezikov. V razredu za filološke in literarne vede SAZU je bila 1991 izvoljena za znanstveno svétnico. Leta 1992 je bila imenovana za predstojnico Inštituta za slovenski jezik Frana Ramovša ZRC SAZU in 1. 2. 1996 ponovno za štiri leta.
Z referati je sodelovala na mednarodnih simpozijih na Dunaju (1989, 1991), v Gradcu (1990) in Ljubljani (1998, 1990, 1991). Bila je na krajših študijskih obiskih v tujini: na univerzi v Regensburgu (1987), Celovcu (1989) in na inštitutu za nemški jezik v Mannheimu (1995, 1996).
Je članica uredniškega odbora Slavistične revije, Ljubljana, in mednarodnih društev Wiener Sprachgesellschaft in Indogermanische Gesellschaft.

## Strokovna področja
Ukvarja se z indoevropskim primerjalnim jezikoslovjem s težiščem na stari indijščini in slovanskih jezikih. Predava naslednje predmete: Historična fonetika indoevropskih jezikov, Morfologija indoevropskih jezikov, Stara indijščina. 
Monografija: Vzhodnoindoevropski jeziki in Brižinski spomeniki. Dvoje stebrov v raziskavah starih jezikov (ZRC, 2021).